# Barbara Imperiali
Barbara Imperiali, née le 1er janvier 1957, est une chercheuse et professeure de biologie et de chimie britannique. Elle exerce au sein du Massachusetts Institute of Technology. Elle est membre affiliée du Broad Institute, membre élue de la National Academy of Sciences et membre de la Royal Society of Chemistry.

## Formation
Barbara Imperiali grandit en Angleterre. Elle fréquente la Southbank School de Caterham dans le Surrey, puis la Coloma Grammar School de Croydon, où elle se spécialise dans des études scientifiques. En 1979, elle est diplômée d’une licence en chimie médicinale de l'University College de Londres.
En 1983, elle obtient un doctorat en chimie organique synthétique du Massachusetts Institute of Technology (MIT). Elle rejoint le laboratoire de Satoru Masamune, pour lequel elle développe et applique de nouvelles techniques pour synthétiser une classe de produits chimiques antibiotiques connus sous le nom d'ansamycine. En tant que post-doctorante dans le laboratoire de Masamune, elle travaille avec l'enzyme beta-ketothiolase.
Barbara Imperiali  effectue des recherches postdoctorales supplémentaires à l'université Brandeis dans le laboratoire de Robert Abeles, où elle reçoit une formation en biologie chimique pour concevoir, synthétiser et évaluer des inhibiteurs de protéase à base de peptides.

## Recherches
En 1986, Barbara Imperiali devient professeure adjointe à l'université Carnegie-Mellon, avant de transférer son laboratoire au California Institute of Technology en 1989. Pendant son séjour à Caltech, elle est influencée par les recherches du professeur de chimie américain, Dennis Dougherty, qui applique la mutagenèse d'acides aminés non naturels pour comprendre les interactions des canaux membranaires et des récepteurs à terminaison ligand. 
Les travaux de Barbara Imperiali se concentrent alors sur les problèmes de l'interface chimie-biologie, en utilisant la chimie pour mieux comprendre la structure et la fonction des protéines in vivo.
En 1999, elle revient au MIT en tant que professeur de biologie. Son programme de recherche est axé sur la glycosylation des protéines, un processus par lequel un glucide est ajouté à une protéine pour en modifier la structure ou la fonction. Son laboratoire a mis au point des techniques pour suivre et comprendre comment la glycosylation au moment de la production des protéines affecte le repliement et la conformation des protéines,.
En appliquant des techniques telles que le transfert d'énergie par résonance de fluorescence et la résonance magnétique nucléaire, elle permet de comprendre la façon dont la glycosylation pourrait protéger les protéines contre le mauvais repliement et comment elle affecte la mécanique du repliement et la stabilité thermodynamique,.
Outre l'étude de la glycosylation, Barbara Imperiali mène également des recherches sur la manière de concevoir, de développer et d'appliquer des approches chimiques pour comprendre et manipuler les processus biochimiques pour diverses applications. Son groupe collabore au développement d'une méthode basée sur la fluorescence pour détecter la phosphorylation des peptides et des protéines afin de surveiller l'activité des kinases, qui sont des enzymes catalysant la phosphorylation et coordonnant un vaste éventail d'activités cellulaires. 
Cette méthode peut être appliquée au dépistage des inhibiteurs de protéines kinases et au suivi de leurs activités dans les cellules et les tissus, ce qui permet de fournir notamment un outil de diagnostic potentiel pour des maladies telles que les cancers qui peuvent résulter d'une régulation perturbée par les kinases.
Barbara Imperiali est également l'auteur du manuel scientifique Chemical Glycobiology.

## Prix et distinctions
- 2001 : Membre de l'Académie américaine des arts et des sciences
- 2003 : Bourse Sloan
- 2006 : Prix Breslow pour l'excellence, American Chemical Society[8]
- 2006 : Membre de la Royal Society of Chemistry
- 2010 : Membre élu de l'Académie nationale des sciences[9]

## Publications
- Chemical glycobiology. Part A, Synthesis, manipulation and applications of glycans, Cambridge, Massachusetts, Academic Press, 2017  (ISBN 9780128114704).